# ГЕС Ловер-Паунг-Лаунг
ГЕС Ловер-Паунг-Лаунг — гідроелектростанція на сході М'янми. Знаходячись після ГЕС Аппер-Паунг-Лаунг, становить нижній ступінь каскаду на річці Паунглаунг (верхня течії Сітаун, яка впадає до затоки Мартабан Андаманського моря).
У межах проекту річку перекрили кам'яно-накидною греблею висотою 131 метр та довжиною 945 метрів. Вона утримує витягнуте по долині Паунгланг на 16 км водосховище з площею поверхні 15 км2 та об'ємом 678 млн м3.
Споруджений у підземному виконанні пригреблевий машинний зал отримує ресурс через два водоводи з діаметром 8,5 метра. Основне обладнання станції складається з чотирьох турбін типу Френсіс потужністю по 70 МВт, які використовують напір у 104 метра та забезпечують виробництво 911 млн кВт-год електроенергії на рік.
Видача продукції відбувається по ЛЕП, розрахованій на роботу під напругою 230 кВ.